# NGC 3153
NGC 3153 (другие обозначения — UGC 5505, MCG 2-26-32, ZWG 64.90, IRAS10101+1254, PGC 29747) — спиральная галактика (Sc) в созвездии Лев.
Этот объект входит в число перечисленных в оригинальной редакции «Нового общего каталога».
В галактике вспыхнула сверхновая SN 2012gl типа Ia, её пиковая видимая звездная величина составила 16,1.